# Louis François Jules Rodolphe Leresche
Louis François Jules Rodolphe Leresche (Lausanna, Suiza; 10 de diciembre de 1808- Rolle, Suiza; 11 de mayo de 1885) fue un religioso, explorador y botánico suizo.
En 1862 herboriza la Sierra Mariola.
Viaja por Asturias explorando, junto al también suizo Levier, publicando “Un voyage botanique en Espagne en 1878”. Y fruto de todas las exploraciones botánicas entre 1878 y 1879, Louis F.J.R. Leresche (1808-1885) y Emilio Levier, bajo la guía de Boissier, publican "Deux excursions botaniques dans le nord de l'Espagne et le Portugal" (Lausana, 1880).
Entre los estudios y descubrimientos de estos primeros exploradores botánicos de los Picos de Europa, destaca la catalogación de la Pimpinella siifolia Leresche.

## Honores

### Epónimos
- (Asteraceae) Achillea lereschei Sch.Bip.[1]

- (Asteraceae) Hieracium lerescheanum Zahn[2]

- La abreviatura «Leresche» se emplea para indicar a Louis François Jules Rodolphe Leresche como autoridad en la descripción y clasificación científica de los vegetales.[3]